# Marguerite Bournoud-Schorp
Marguerite Bournoud-Schorp (* 13. Februar 1909 in Montreux; † 28. Mai 1997 in Lausanne) war eine Schweizer Grafikerin und Künstlerin. Sie ist ebenfalls unter dem Namen Maïté Bournoud-Schorp bekannt.

## Biografie
Marguerite Schorp wurde am 13. Februar 1909 in Montreux geboren. Ab 1930 besuchte sie die École des Beaux-Arts et des Arts appliqués in Lausanne. 1931 nahm sie an der nationalen Kunstausstellung in Genf und 1936 in Bern teil. In dieser Zeit etablierte sie sich als Illustratorin, zunächst in der Region von Montreux. Zu den Kunden gehörten vor allem lokale Geschäfte, aber auch die Zeitschrift L’Illustré. In den 1930er- und 1950er-Jahren schuf sie zahlreiche lithografierte Plakate und Werbearbeiten für das Comptoir Suisse, den Eidgenössischen Turnverein, den Internationalen Automobil-Salon, die Loterie Romande, das Fête des Vignerons, Gauloises-Zigaretten und Bols-Liköre. Sie arbeitete auch für verschiedene Städte im Bereich der Tourismuswerbung.
In ihren Radierungen arbeitete Bournoud-Schorp vorwiegend mit Kupfer als Material. Zu ihren bevorzugten Motiven zählten allgemein Figuren, allegorische Darstellungen und Tiermotive. Neben ihren Werbearbeiten und Radierungen fertigte sie auch Zeichnungen an und widmete sich ab 1968 zusätzlich der Herstellung von Wandteppichen
Von 1936 bis zu ihrem Tod war sie Mitglied des Schweizerischen Künstlerinnenverbandes, dessen Präsidentin sie von 1976 bis 1981 war. Marguerite Bournoud-Schorp starb am 28. Mai 1997 in Lausanne.

## Preise
- 1944 und 1945: Eidgenössischer Preis für angewandte Kunst
- 1945: Schweizer Plakatpreis